# Kîslîciuvata, Tomakivka
Kîslîciuvata (în ucraineană Кисличувата) este o comună în raionul Tomakivka, regiunea Dnipropetrovsk, Ucraina, formată numai din satul de reședință.

## Demografie
Componența lingvistică a satului Kîslîciuvata
     Ucraineană (97,77%)
     Rusă (1,81%)
     Alte limbi (0,24%)
Conform recensământului din 2001, majoritatea populației satului Kîslîciuvata era vorbitoare de ucraineană (97,77%), existând în minoritate și vorbitori de rusă (1,81%).